# جان والدگریو
جان والدگریو (انگلیسی: John Waldegrave, 3rd Earl Waldegrave؛ ۲۸ آوریل ۱۷۱۸ – ۲۲ اکتبر ۱۷۸۴) فرد نظامی اهل پادشاهی بریتانیای کبیر بود.